# Lamberto d'Ungheria
Lamberto d'Ungheria (... – 1096 circa) fu un membro della dinastia degli Arpadi e duca di un terzo del regno d'Ungheria (Tercia pars regni).

## Biografia
Lamberto era il terzogenito di re Béla I d'Ungheria, non ancora al potere al momento della nascita del figlio, e della sua moglie polacca, Richeza. Nacque in Ungheria quando il padre era già tornato dalla Polonia e aveva già ricevuto la Tercia pars regni in appannaggio dal fratello, re Andrea I d'Ungheria.
In seguito alla morte di Béla I, avvenuta l'11 settembre 1063, Lamberto e i suoi fratelli maggiori (Géza e Ladislao) fuggirono in Polonia dal cugino, il re Solomone, che era ritornato nel regno grazie all'assistenza militare dell'imperatore Enrico IV. Quando poco dopo le armate teutoniche lasciarono il regno, i tre fratelli tornarono assieme alle truppe che aveva messo a disposizione il re Boleslao II, loro cugino materno. Le due fazioni, tuttavia, volevano scongiurare il rischio di scatenare una guerra civile; per questo motivo, accettarono la mediazione dei vescovi e stipularono un accordo il 20 gennaio 1064 a Győr. In base all'intesa, Lamberto e i suoi fratelli avrebbero accettato il dominio di re Salomone ricevendo in cambio il vecchio ducato amministrato dal padre, cioè la Tercia pars regni.
Negli anni successivi, tra il 1064 e il 1071, i tre duchi collaborarono con successo con il re Salomone, ma in seguito emersero nuovi conflitti intestini. I tre duchi si ribellarono al re e il più anziano di loro, Géza, fu proclamato re dopo la vittoria sulle truppe di Salomone il 14 marzo 1074. Alla morte di Géza I, avvenuta il 25 aprile 1077, accedette al trono il fratello Ladislao.

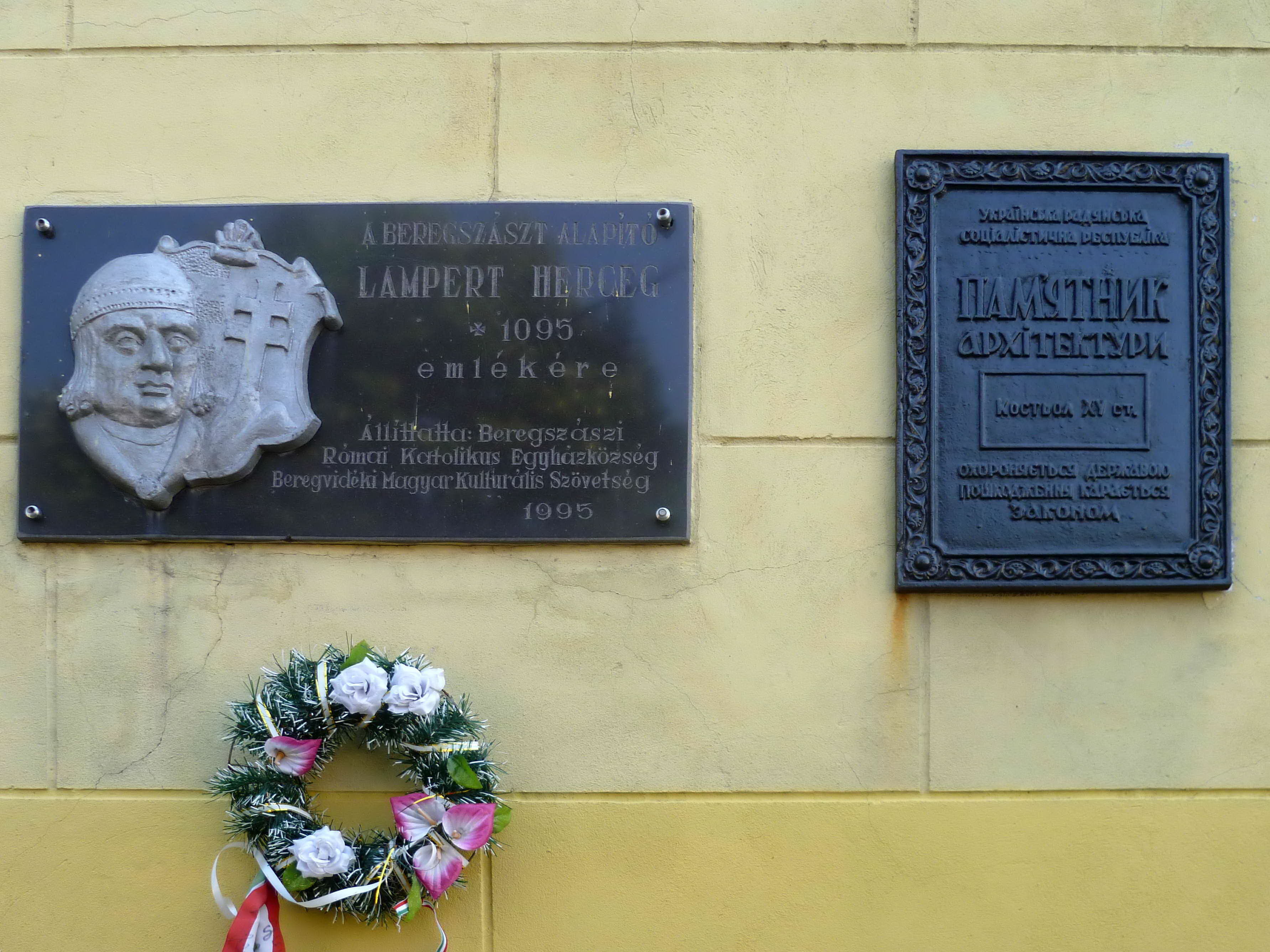
Targa commemorativa dedicata a Lamberto a Berehove, Ucraina

Durante il regno dei fratelli, Lamberto continuò probabilmente a governare il ducato o le sole aree più vicine a Bihar (oggi Biharea, in Romania). Il terzogenito di Béla invitò i coloni sassoni nella sua provincia e fondò Lampertszász, che divenne il nucleo della futura Beregszász (oggi Berehove, in Ucraina). Lamberto fondò inoltre un monastero destinato ai canonici regolari premostratensi a Titel, oggi in Serbia. Il nobile morì probabilmente verso il 1096.

## Ascendenza
|                         |                       |                        | Genitori                |  |  | Nonni |  |  | Bisnonni |  |  | Trisnonni          |  |
|                         |                       |                        |                         |  |  |       |  |  | Mihály   |  |  | Taksony d'Ungheria |  |
|                         |                       |                        |                         |  |  |       |  |  | Mihály   |  |  | Taksony d'Ungheria |  |
|                         |                       | …                      |                         |  |  |       |  |  | Mihály   |  |  |                    |  |
| Vazul                   |                       |                        |                         |  |  |       |  |  | Mihály   |  |  |                    |  |
|                         |                       | …                      | …                       |  |  |       |  |  |          |  |  |                    |  |
|                         |                       | …                      | …                       |  |  |       |  |  |          |  |  |                    |  |
|                         |                       | …                      | …                       |  |  |       |  |  |          |  |  |                    |  |
| Béla I d'Ungheria       |                       | …                      |                         |  |  |       |  |  |          |  |  |                    |  |
|                         |                       | …                      | …                       |  |  |       |  |  |          |  |  |                    |  |
|                         |                       | …                      | …                       |  |  |       |  |  |          |  |  |                    |  |
|                         |                       | …                      | …                       |  |  |       |  |  |          |  |  |                    |  |
| …                       |                       | …                      |                         |  |  |       |  |  |          |  |  |                    |  |
|                         |                       | …                      | …                       |  |  |       |  |  |          |  |  |                    |  |
|                         |                       | …                      | …                       |  |  |       |  |  |          |  |  |                    |  |
|                         |                       | …                      | …                       |  |  |       |  |  |          |  |  |                    |  |
| Lamberto d'Ungheria     |                       | …                      |                         |  |  |       |  |  |          |  |  |                    |  |
|                         | Boleslao I di Polonia | Miecislao I di Polonia |                         |  |  |       |  |  |          |  |  |                    |  |
|                         | Boleslao I di Polonia | Miecislao I di Polonia |                         |  |  |       |  |  |          |  |  |                    |  |
|                         | Boleslao I di Polonia | Dubrawka               |                         |  |  |       |  |  |          |  |  |                    |  |
| Miecislao II di Polonia | Boleslao I di Polonia |                        |                         |  |  |       |  |  |          |  |  |                    |  |
|                         |                       | Enmilda                | Drobomir                |  |  |       |  |  |          |  |  |                    |  |
|                         |                       | Enmilda                | Drobomir                |  |  |       |  |  |          |  |  |                    |  |
|                         |                       | Enmilda                | …                       |  |  |       |  |  |          |  |  |                    |  |
| Richeza di Polonia      |                       | Enmilda                |                         |  |  |       |  |  |          |  |  |                    |  |
|                         |                       | Azzo di Lotaringia     | Ermanno I di Lotaringia |  |  |       |  |  |          |  |  |                    |  |
|                         |                       | Azzo di Lotaringia     | Ermanno I di Lotaringia |  |  |       |  |  |          |  |  |                    |  |
|                         |                       | Azzo di Lotaringia     | Eylwig di Dillingen     |  |  |       |  |  |          |  |  |                    |  |
| Richeza di Lotaringia   |                       | Azzo di Lotaringia     |                         |  |  |       |  |  |          |  |  |                    |  |
|                         |                       | Matilde di Germania    | Ottone II di Sassonia   |  |  |       |  |  |          |  |  |                    |  |
|                         |                       | Matilde di Germania    | Ottone II di Sassonia   |  |  |       |  |  |          |  |  |                    |  |
|                         |                       | Matilde di Germania    | Teofano                 |  |  |       |  |  |          |  |  |                    |  |
|                         |                       | Matilde di Germania    |                         |  |  |       |  |  |          |  |  |                    |  |